# گو کان
گو کان (هانگول:고건، هانجا: 高建، زادهٔ ۲ ژانویهٔ ۱۹۳۸) یک سیاستمدار کره‌ای است که از مارس تا مه ۲۰۰۴ به عنوان رئیس‌جمهور موقت کره جنوبی و از مارس ۱۹۹۷ تا مارس ۱۹۹۷ به عنوان بیست و هشتمین نخست‌وزیر کره جنوبی فعالیت کرده است. وی همچنین شهردار سئول نیز بوده است.

## زندگی
گو کان پیش از انتخاب‌شدن برای شهرداری سئول از ۱۹۸۸ تا ۱۹۹۰ در دههٔ ۱۹۸۰ میلادی یک وزیر مجلس بود. وی سپس به مقام شهردار سئول از سال ۱۹۹۸ تا ۲۰۰۲ رسید.
همچنین وی از سال ۱۹۹۷ تا ۱۹۹۸ و ۲۰۰۳ تا ۲۰۰۴ به مقام نخست‌وزیری کشور کره جنوبی نائل شده‌بود. وی همچنین به‌طور موقت، برای ۲ ماه و ۲ روز رئیس‌جمهور کره جنوبی بود.